# Sveriges damlandslag i softboll
Sveriges damlandslag i softboll representerar Sverige i softboll för damer.
Laget började spela 1977 vid en turnering i Trieste i Italien. och deltog vid världsmästerskapet 1994 i St. John's, i Kanada, och slutade på sjuttonde plats.

## Placeringar
Världsmästerskap
- 1982: 18:e
- 1994: 15:e

Europamästerskap
| - 1979 : 4:a - 1981 : 3:a |